# Wilhelmine Schröder-Devrient
Wilhelmine Schröder-Devrient (Hamburgo, 6 de diciembre de 1804-Coburgo, 26 de enero de 1860), nacida como Wilhelmine Schrôder, fue una cantante alemana de ópera con voz de soprano, célebre en vida en toda Europa y admirada por Richard Wagner, de cuyas primeras óperas estrenó varios papeles principales, de ella se ha dicho que como cantante combinaba una insólita calidad tímbrica con una dramática intensidad de expresión, apreciable tanto en los escenarios como en las salas de conciertos. Supuestamente fue también la autora de la narración erótica Memorias de una cantante alemana.

## Biografía
Wilhelmine Schröder nació en Hamburgo en 1804, hija del tenor Friedrich Schröder y de la actriz teatral y excantante de ópera Sophie Schröder (de soltera, Bürger). A los nueve años bailó ya en una función en Hamburgo y a los quince debutó como actriz en el papel de Aricia en la tragedia Fedra de Racine, adaptada al alemán por Schiller. Tras estudiar en Viena con J. Mazatti, hizo su presentación operística como Pamina en La flauta mágica de Mozart, siendo acogida por el público con tal entusiasmo que su futura carrera en la ópera quedó asegurada.
A partir de entonces actuó en gira por varias ciudades de Italia, así como en París, Londres, y Viena. En 1822, con solo 17 años, su interpretación en la capital austríaca de la Leonora del Fidelio de Beethoven, en presencia del autor, acabó de lanzar su carrera en toda Europa como una de las principales cantantes femeninas del momento, al tiempo que consolidaba a Fidelio en el repertorio operístico, en el que hasta entonces sus sucesivas versiones no habían logrado hacerse un hueco.
En 1823 Wilhelmine se casó con el actor teatral Karl August Devrient, cuyo apellido añadió al suyo, conservándolo aun después de que el matrimonio se divorciara en 1828 y ella perdiera la custodia de sus cuatro hijos.

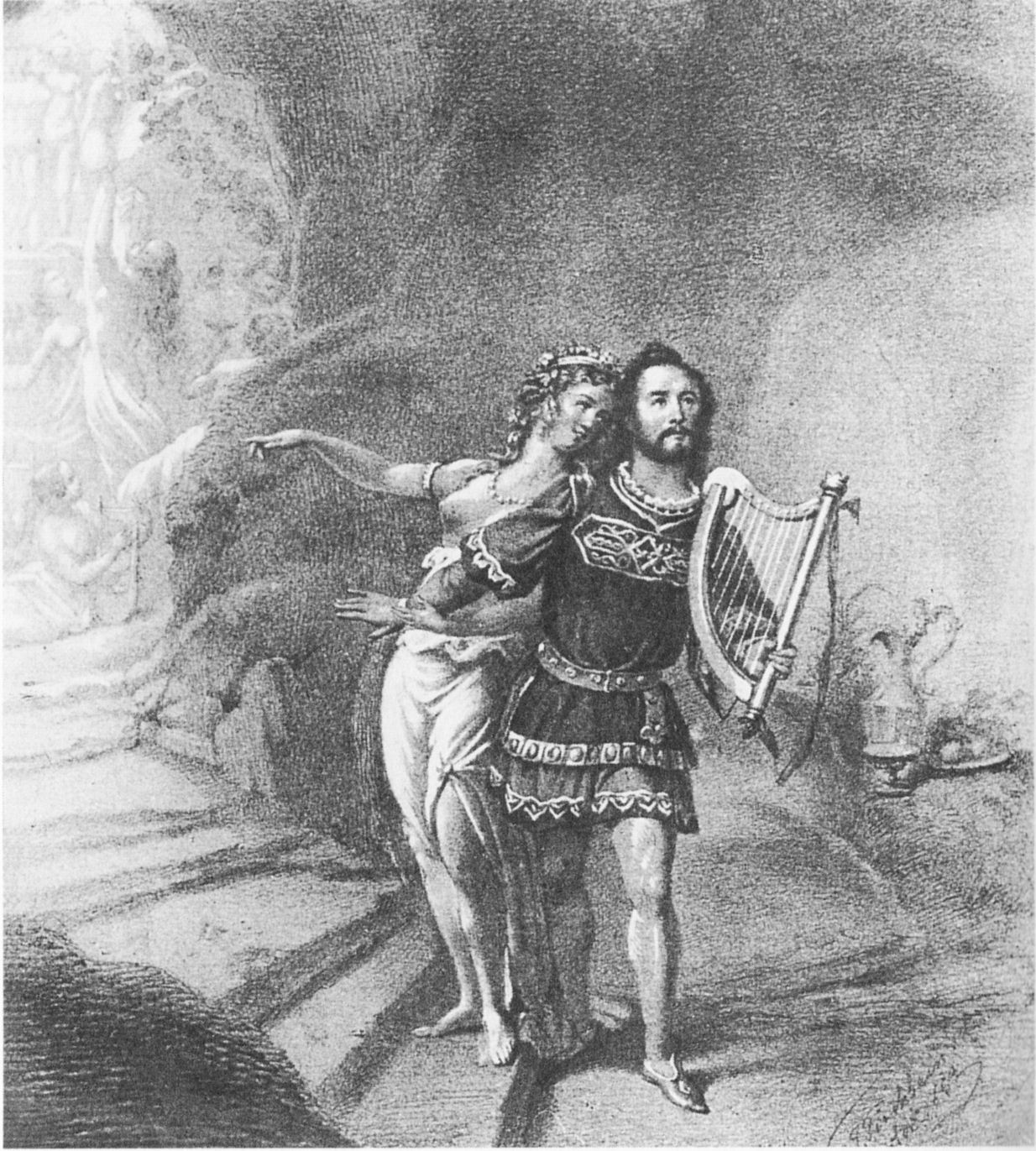
Schröder-Devrient en el papel de Venus, junto a Joseph Tichatschek, en el estreno de Tannhäuser

Richard Wagner afirmó haber quedado impresionado al oír a la Schröder cantando Fidelio en Leipzig en abril de 1829 (cuando él tenía solo 16 años), pero este recuerdo parece ser enteramente una fantasía, aunque la oiría efectivamente años después cantando el papel de Romeo en I Capuleti e i Montecchi, de Bellini. En su autobiografía Mi vida, Wagner escribe estas encendidas palabras sobre la cantante:

Una muchacha muy joven encarnó a Leonora; pero a pesar de su juventud esta cantante parecía estar ya desposada con el genio de Beethoven. ¡Con qué ardor, con qué poesía, cuán profundamente conmovedor era su retrato de esta mujer extraordinaria! Se llamaba Wilhelmine Schröder. Suyo es el enorme mérito de haber revelado esta obra de Beethoven al público alemán [...] A mí, por mi parte, se me abrió el cielo, estaba transfigurado y veneré al genio que me había conducido -igual que a Florestán- de la noche y las cadenas a la luz y la libertad.

Cierta o no la anécdota biográfica, en cualquier caso, el compositor alemán admiraba a Schröder-Devrient, a quien confió en sus estrenos los papeles protagónicos de Adriano en Rienzi (1842), Senta en El holandés errante (1843) y Venus en Tannhäuser (1845). Todos estos estrenos tuvieron lugar en Dresde, donde la cantante fue solista de la Ópera de la Corte de 1823 a 1847. De no haberse producido la implicación de ambos en el llamado Alzamiento de mayo, Schröder-Devrient habría estrenado también allí en 1849 Lohengrin, cuyos carteles anunciadores ya estaban impresos cuando estalló la rebelión. En la represión que siguió al movimiento revolucionario, la cantante fue detenida temporalmente y luego expulsada del Reino de Sajonia, aunque pudo retornar en 1852.
Schröder-Devrient tuvo también una relación de amistad con Carl Maria von Weber, de quien cantó el papel protagonista de su ópera Euryanthe cuando esta se representó en Dresde.
En agosto de 1847 Schröder-Devrient se casó por segunda vez, con el funcionario sajón David Oskar von Döring, viéndose obligada a dejar los escenarios por la condición oficial de su marido. Döring resultó ser un estafador y el matrimonio se divorció en 1848, después de quedar arruinados en la crisis financiera de aquel año. En 1850 contrajo su tercer matrimonio con el rico terrateniente Heinrich von Bock, que tenía sus posesiones en Livonia, adonde le siguió su esposa, lo que originó una nueva retirada temporal de la escena, hasta que este matrimonio se rompió también en 1852.
Wilhelmine Schröder-Devrient volvió a los escenarios en 1856, pero ya solo como cantante de concierto, interpretando canciones de Beethoven, Schubert y Felix Mendelssohn. Se retiró definitivamente en 1859. Murió en Coburgo al año siguiente y sus restos reposan en el Cementerio de la Trinidad de Dresde.

## LasMemorias de una cantante alemana
Tras la muerte de Schröder-Devrient apareció, en dos entregas publicadas en  Hamburgo-Altona en 1868 y 1875, una obra anónima en dos volúmenes titulada Aus den Memoiren einer Sängerin (De las memorias de una cantante, publicada en español como Memorias de una cantante alemana). Unos años después, el erudito en literatura pornográfica que firmaba como Pisanus Fraxi afirmó en su Index librorum prohibitorum que la obra era la autobiografía erótica de la famosa cantante, que su sobrino habría encontrado entre sus papeles póstumos, pero no proporcionaba ninguna prueba de esta atribución. Desde entonces el carácter auténtico o apócrifo de este clásico de la literatura erótica ha sido muy discutido. Guillaume Apollinaire, que estudió seriamente el asunto para la introducción que hizo a la edición francesa de 1913, no consiguió llegar a una conclusión tajante y aventura que la obra puede estar basada parcialmente en episodios reales escritos o relatados a otro por Schröder-Devrient. El consenso actual es que esto puede afirmarse en todo caso del primer volumen, pero no del segundo, de contenido pornográfico mucho más abierto y extremoso.